# 石川県道145号串加賀線
石川県道145号串加賀線（いしかわけんどう145ごう くしかがせん）とは、石川県小松市と加賀市を結ぶ一般県道（石川県道）である。

## 概要
- 起点：石川県小松市串町甲20番地先（＝串交差点、石川県道11号小松山中線交点）
- 終点：石川県加賀市大聖寺永町149番1地先（＝菅生交差点、国道305号交点）

小松市南西部と加賀市大聖寺地区を結ぶ。大部分の経路はかつての北陸道→国道8号のルートである。大部分の区間は2車線の幅員であるものの、集落内はやや狭小である。加賀市小菅波町 - 同市大菅波町の区間は、東方向（加賀市大聖寺地区から同市作見町）への一方通行路であるが、ほぼ逆方向に市道が整備されている。小松市南西部では、加賀三湖の1つであった柴山潟の干拓地の一角に工業団地（南部工業団地）が整備され、その工業団地を縦貫する区間も別個指定されている。この区間は北陸自動車道小松ICや国道8号などとを結ぶアクセス道路として整備が進められている（南加賀道路）。

## 歴史
- 1960年（昭和35年）10月15日：路線認定。

## 接続道路
- 石川県道11号小松山中線（小松市串町・串交差点：起点）
- 石川県道149号潮津串線（同市串町）
- 石川県道107号新保矢田野線（同市四丁町・四丁町交差点）
- 石川県道156号高塚粟津線（加賀市打越町）
- 石川県道39号山中伊切線（同市動橋町・動橋東交差点）
- 石川県道147号片山津山代線（同市冨塚町・冨塚交差点）
- 石川県道39号山中伊切線、石川県道147号片山津山代線（同市作見町・作見町交差点）
- 国道305号（国道365号重複。同市大聖寺永町・菅生交差点：終点）

## 重複区間
- 石川県道39号伊切山中線（加賀市動橋町・動橋東交差点 - 同市作見町・作見町交差点）
- 石川県道147号片山津山代線（石川県道39号伊切山中線との重複区間）（加賀市冨塚町・冨塚交差点 - 同市作見町・作見町交差点）